# Bourreria purpusii
Bourreria purpusii är en strävbladig växtart som beskrevs av T. S. Brandegee. Bourreria purpusii ingår i släktet Bourreria och familjen strävbladiga växter. Inga underarter finns listade i Catalogue of Life.